# Armatura laminare

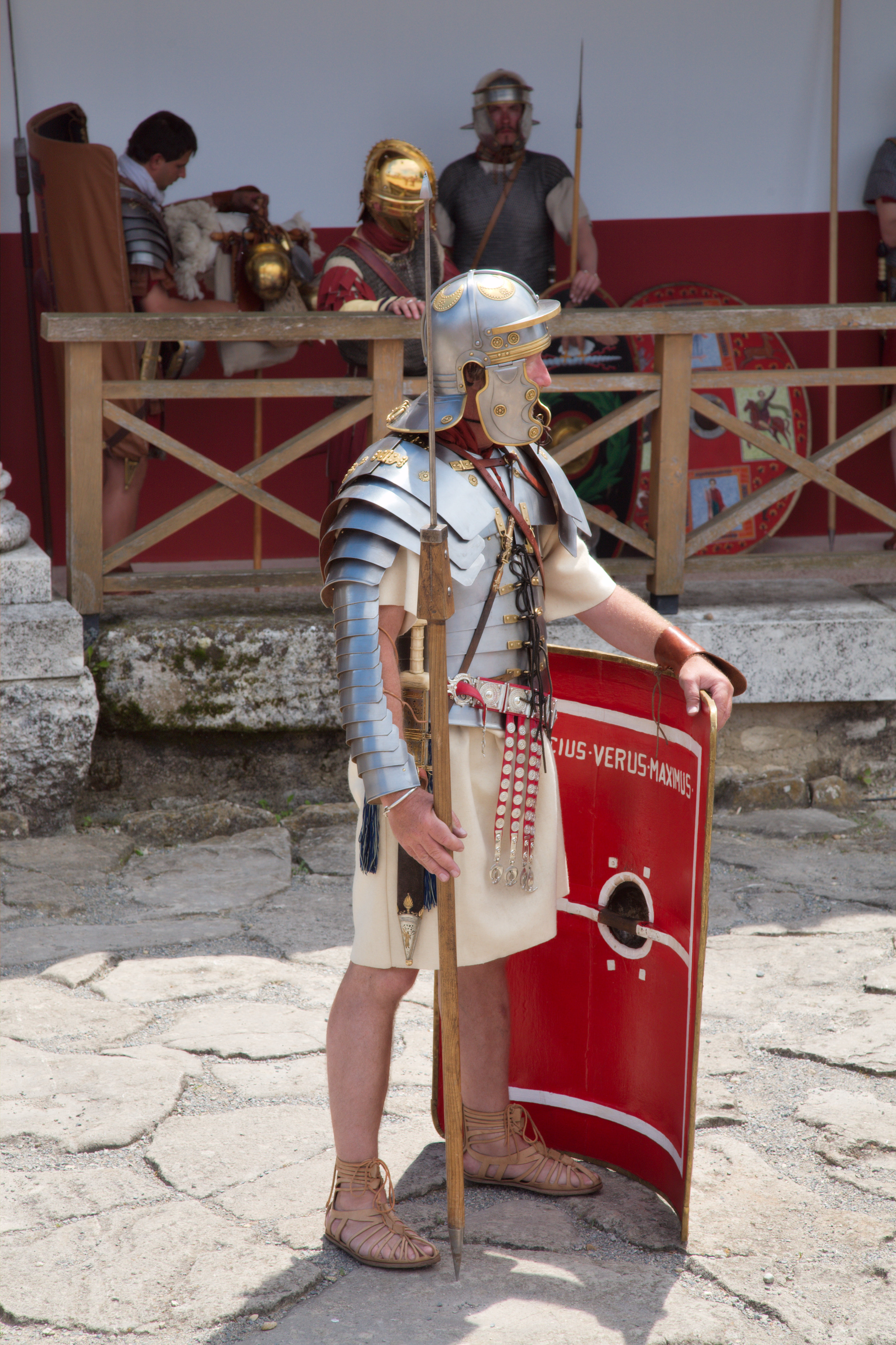
Lorica segmentata dell'Esercito romano - rievocazione storica.

L'Armatura laminare è una tipologia di armatura costituita da lamine di metallo sovrapposte le une alle altre a costituire una struttura articolata, da non confondersi con l'armatura lamellare costituita da lamelle (in metallo o altro materiale) di dimensioni più ridotte interconnesse le une alle altre lungo tutto il bordo.

Fatta eccezione per la lorica segmentata in uso all'esercito romano al momento del suo apogeo, si tratta di una tipologia d'armatura tipica delle popolazioni orientali del continente eurasiatico che "ritornò" in Europa in epoca post-rinascimentale. Tardo esempio di armatura laminare europea fu appunto quella in uso agli ussari alati di Polonia che l'avevano derivata da un modello ottomano.